# Bastien Duculty
Bastien Duculty (Viena del Delfinat, Isèra, 28 de novembre de 1992) és un ciclista francès, professional des del 2017. Actualment corre a l'equip Armée de Terre.

## Palmarès
- 2010
  - Vencedor d'una etapa al Tour del Valromey
- 2013
  - 1r al Tour de la Creuse
- 2016
  - 1r al Gran Premi Souvenir Jean-Masse
  - 1r a la Châtillon-Dijon
  - 1r al Tour del Périgord
  - 1r al Gran Premi de Chardonnay
  - Vencedor d'una etapa al Tour d'Auvergne